# Odczyn Biernackiego

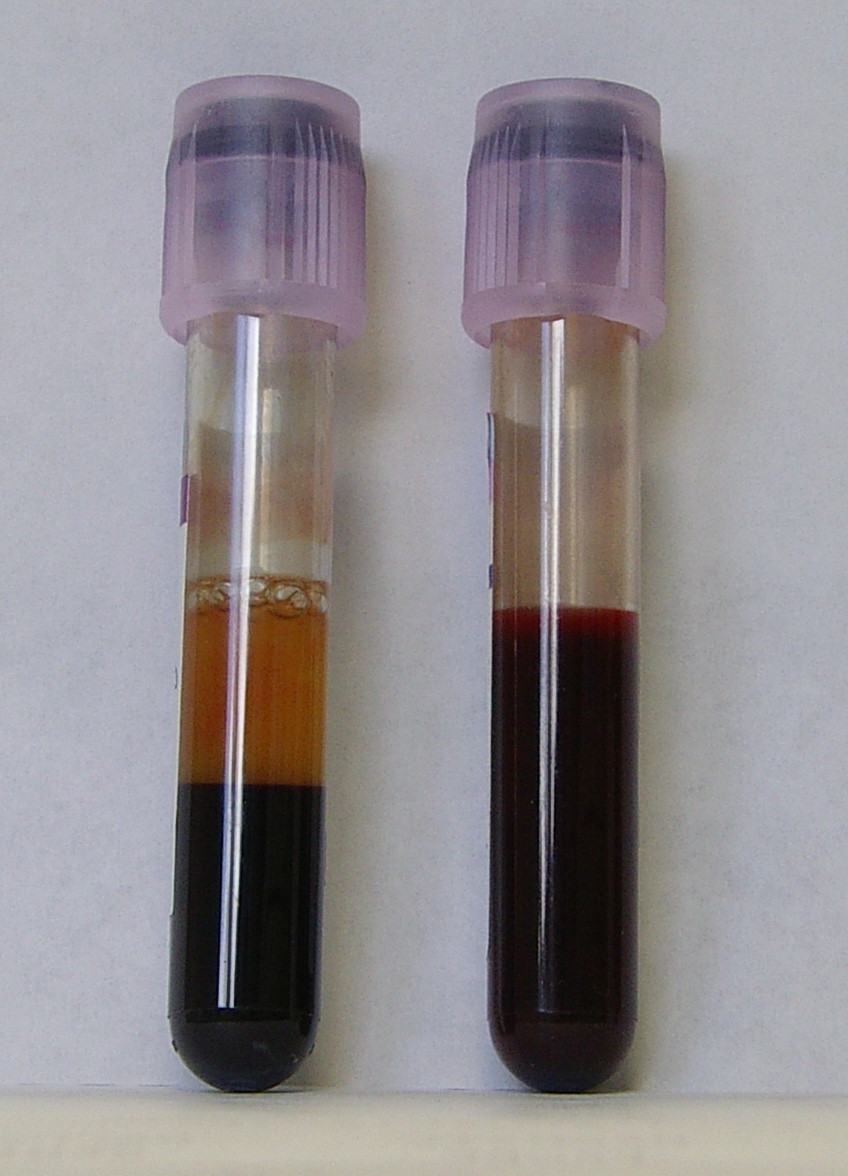
Samoczynny opad erytrocytów (strona lewa)

Odczyn Biernackiego (skrótowiec OB), odczyn opadania krwinek czerwonych, opad Biernackiego, szybkość opadania erytrocytów (ang. erythrocyte sedimentation rate, ESR) – badanie laboratoryjne polegające na pomiarze drogi opadania krwinek czerwonych w niekrzepnącej krwi w ciągu 1 godziny. W diagnostyce medycznej służy ono jako wskaźnik procesów zapalnych, reumatycznych i nowotworowych.

## Historia
Zjawisko opadania erytrocytów zostało odkryte przez polskiego patologa Edmunda Biernackiego, który w 1897 ogłosił wyniki badań nad szybkością opadania krwinek w zależności od rodzaju schorzenia. W 1918 szwedzki hematolog Robin Fåhræus opublikował rozprawę poświęconą opadaniu krwinek, w której powołał się na pracę Biernackiego. W 1921 wspólnie ze szwedzkim patologiem Alfem Westergrenem opisali oni pierwszą praktyczną metodę oznaczania OB, stąd w niektórych krajach odczyn Biernackiego nazywany jest testem Fåhræusa-Westergrena lub testem Westergrena.

## Mechanizm sedymentacji erytrocytów

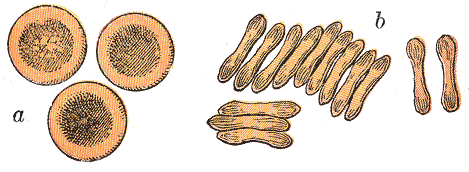
Erytrocyty ssacze: (a) prawidłowe erytrocyty, widok od góry; (b) rulonizacja erytrocytów, widok boczny

Sedymentacja krwinek czerwonych we własnym niekrzepnącym osoczu, której miarą jest odczyn Biernackiego, jest zjawiskiem fizycznym zależnym od wielu różnych czynników; nie jest jednak pomiarem zawartości jakiejkolwiek substancji we krwi. OB określa zjawisko zachodzące poza organizmem, ponieważ in vivo (wewnątrznaczyniowo) nie dochodzi do opadania erytrocytów. Przed sedymentacją erytrocytów w organizmie chroni układ hamujący aktywny w temperaturze fizjologicznej, stąd oznaczenia OB dokonuje się w stałej temperaturze z zakresu 18–25 °C.
Mechanizm opadania erytrocytów nie jest w pełni jasny. Sedymentacja inicjowana jest po pobraniu krwi w związku z jej ochłodzeniem, a opadanie krwinek czerwonych zachodzi w trzech etapach:
- aglomeracja i rulonizacja erytrocytów
- jednostajne opadanie aglomeratów (agregatów) erytrocytów
- zwolniona sedymentacja[7].

Za aglomerację erytrocytów odpowiada proces przyłączania się do ich powierzchni białek – aglomeryn. Należą do nich między innymi fibrynogen, haptoglobina, ceruloplazmina oraz niektóre globuliny. Stężenie większości tych białek (białek ostrej fazy) wzrasta w niektórych stanach chorobowych, m.in. w zakażeniach, chorobie nowotworowej, przy urazie czy zawale, co tłumaczy przyspieszone OB towarzyszące tym patologiom. Na wartość OB wpływają również ilościowe zmiany erytrocytów (niedokrwistość lub nadkrwistość) oraz zmiany jakościowe (np. nieprawidłowy kształt).

## OB w medycznej diagnostyce laboratoryjnej
Nieprawidłowe OB towarzyszy wielu chorobom i przez to jest badaniem niecharakterystycznym dla jakiejkolwiek patologii. Przyspieszone OB w zasadzie zawsze dowodzi istnienia choroby organicznej (poza ciążą, połogiem i po wykluczeniu wpływu leków), natomiast prawidłowe OB nie wyklucza istnienia nawet bardzo poważnych chorób. OB służy również do monitorowania przebiegu choroby i leczenia.
Na wynik OB wpływa również sposób pomiaru oraz warunki panujące w laboratorium takie jak temperatura, wibracje podłoża czy ruch powietrza (przeciąg).

### Jednostka i wartości referencyjne
Odczyn Biernackiego zgodnie z zaleceniami Międzynarodowego Komitetu ds. Standaryzacji w Hematologii (ICSH) wyraża się w milimetrach (mm). W polskojęzycznych publikacjach często wyniki OB podaje się w mm/h (mm/godz.).
Wartości referencyjne zależą od płci, wieku i stosowanej metody. Dokładne wartości referencyjne ustala laboratorium.

### Przyczyny nieprawidłowego OB
| Wybrane przyczyny nieprawidłowego odczynu Biernackiego | | |
|                                                        | OB zwolnione < dolna granica normy | OB przyspieszone > górna granica normy |
| fizjologiczne                                          | | - ciąża od ok. 10. tygodnia - połóg - miesiączka |
| patologiczne                                           | - patologie krwinek czerwonych - czerwienica prawdziwa - niedokrwistość sierpowatokrwinkowa (ciężkie postacie) - niedobór fibrynogenu - hipofibrynogenemia - alergie (niektóre) - krioglobulinemia - malaria - przewlekła niewydolność krążenia | - patologie krwinek czerwonych - niedokrwistość - ostre i przewlekłe stany zapalne - choroba (gorączka) reumatyczna - ostre i przewlekłe zakażenia (np. gruźlica, kiła, zapalenie płuc) - kolagenozy (m.in. RZS) - choroby rozrostowe (nowotwory) - guzy lite - szpiczak mnogi - martwica tkanek (np. w zawale serca) - niedoczynność i nadczynność tarczycy - marskość wątroby - zespół nerczycowy - urazy i złamania - zabiegi operacyjne |

### Metody pomiaru OB

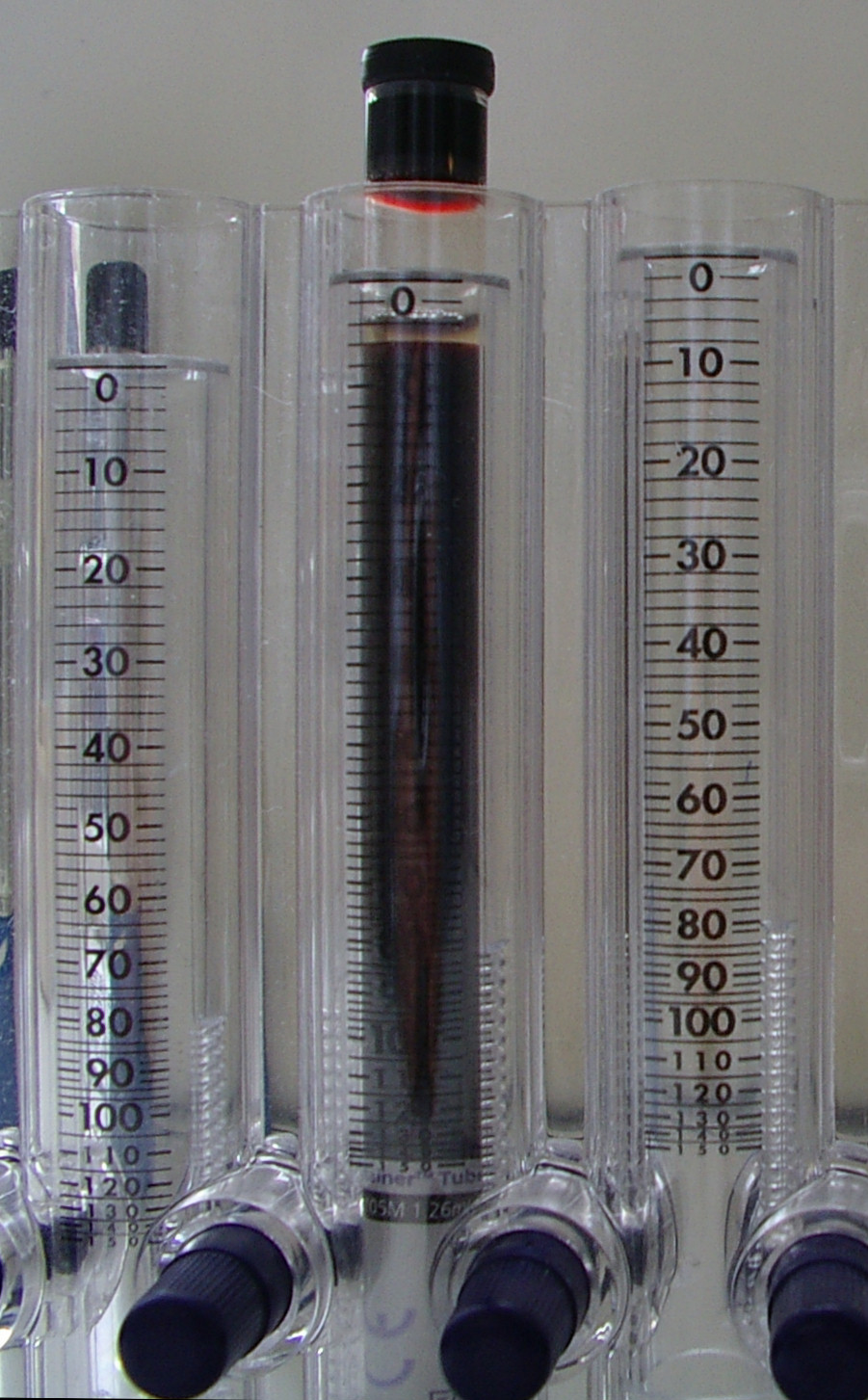
Pomiar OB: specjalna probówka w statywie ze skalą do odczytu OB

Materiałem do badania jest krew pełna pobrana na antykoagulant: 3,8% cytrynian sodu (4 części krwi + 1 część antykoagulantu) lub wersenian potasu (EDTA). Wybór antykoagulantu zależy od stosowanej metody pomiaru OB. Jeśli próbki przechowuje się w temperaturze pokojowej, badanie należy wykonać w przeciągu 2–3 godzin, w przeciwnym wypadku próbki można przechowywać w lodówce do 4–6 (a nawet 24) godzin, ale przed wykonaniem badania próbki należy doprowadzić do temperatury pokojowej.
Metodą referencyjną pomiaru OB według ICSH jest technika Westergrena. Obecnie jest rzadko stosowana w rutynowych badaniach laboratoryjnych i została zastąpiona metodami ograniczającymi kontakt personelu z krwią.
Metody manualne badania OB, takie jak techniki Westergrena, Wintrobe’a i ich modyfikacje, opierają się na odczycie OB w standaryzowanej rurce wypełnionej badaną krwią. W tym celu stosuje się cechowane rurki, które napełnia się krwią do cechy „0”, ustawia w statywie w pozycji pionowej po czym uruchamia stoper. OB określa się odczytując dokładnie po ustalonym czasie wartość cechy przy górnym poziomie (menisku) erytrocytów. W metodach Westergrena i Wintrobe’a odczytu dokonuje się po 1 godzinie. Oznaczenie może być fałszowane przez wpływ temperatury pomieszczenia, wibracji i nasłonecznienia, jeśli w laboratorium nie zachowano standaryzowanych warunków badania.
Zasada określania OB w metodach automatycznych polega najczęściej na optycznym pomiarze opadu erytrocytów przez analizator. Analizatory te najczęściej współpracują z systemami informatycznymi laboratorium (identyfikacja pacjentów po kodach kreskowych na probówkach, automatyczne przesyłanie wyników badania do systemu informatycznego itd.) oraz pozwalają skrócić czas badania.

### OB a inne badania laboratoryjne
Do diagnostyki i monitorowania stanu zapalnego poza OB wykorzystuje się również oznaczenia stężenia białka C-reaktywnego (CRP). Często OB i CRP zlecane są jednocześnie; zasadność takiej praktyki nie jest w pełni potwierdzona.
W niektórych przypadkach (u 1 na 8 dorosłych pacjentów), między wynikami OB a CRP nie ma korelacji, tzn. OB jest przyspieszone przy prawidłowym CRP lub odwrotnie. Wynika to z faktu, że OB w przeciwieństwie do CRP zależy nie tylko od towarzyszącego stanu zapalnego i występuje m.in. przy ciąży czy niedokrwistości. Ponadto OB narasta wolniej niż CRP, ale też zdecydowanie później ulega normalizacji.